# Верхнее Ольгово
Верхнее Ольгово — деревня в Велижском районе Смоленской области России. Входит в состав Будницкого сельского поселения. Население — 54 жителя (2007 год). 
Расположена в северо-западной части области в 5 км к западу от Велижа, в 1 км южнее автодороги Р133 Смоленск — Невель. В 94 км южнее деревни расположена железнодорожная станция Рудня на линии Смоленск — Витебск. 

## История
Село было основано княгиней Ольгой, на пути из Пскова в Смоленск, как удобное место отдыха перед переправой через Западную Двину, в том числе во время половодья. Одновременно с основанием Витебска.
В годы Великой Отечественной войны деревня была оккупирована гитлеровскими войсками в июле 1941 года, освобождена в сентябре 1943 года.